# San Martino di Taurianova
San Martino è una frazione di Taurianova di circa 2 000 abitanti nella città metropolitana di Reggio Calabria.

## Geografia fisica
San Martino è situata a nord-est di Reggio Calabria e sud-ovest del capoluogo di regione Catanzaro.
Si trova in una delle poche zone pianeggianti della Calabria, la Piana di Gioia Tauro. Questa sua posizione è molto favorevole perché consente di raggiungere in poco tempo sia il mare sia la montagna.
Il clima è afoso in estate, umido in inverno.

## Storia
Le origini di San Martino risalgono alla metà del X secolo, si pensa per opera dei profughi dell'antica città di Tauriana, distrutta dalle invasioni saracene.
Durante il dominio normanno nel suo castello si verificò uno tra i più importanti eventi del Regno, per cui fu elevato prima a Contea e in seguito a sede di Corti o Stati Generali tanto che l'attuale Piana di Gioia Tauro era allora denominata "Piana di San Martino"
Durante la rivolta del 1059 fu scelto da Roberto e Ruggero d'Altavilla come base per la riconquista del territorio e fu proprio nella Piana di San Martino che si svolse la battaglia decisiva a seguito della quale i Normanni ripresero il controllo della Calabria giungendo alla sconfitta finale dei Bizantini e alla prese di Reggio Calabria.
La vittoria fu celebrata con il matrimonio di Ruggero d'Altavilla con Giuditta d'Evreux nel Castello di San Martino (1062).
Nel 1255, sotto gli Svevi, nel Castello di S. Martino il capitano Gervasio pose il suo quartier generale. Corrado di Truichio sconfisse i messinesi sul Piano della Corona.
Durante i Vespri Siciliani San Martino fu sede di scontri tra Angioini e Aragonesi. Nel 1283 Carlo II d'Angiò (allora Principe di Salerno) fece del castello la base per la difesa dei territori circostanti ed il 30 marzo di quell'anno vi convocò un solenne Parlamento di Prelati, Baroni, Deputati e Probi uomini del Regno, ove furono proposte, discusse ed approvate le nuove Costituzioni della Monarchia.
A S. Martino Pietro d’Aragona tornava da re nel 1285 per stabilire una convenzione col Sommo Pontefice Onorio IV, suo protettore contro la Repubblica di Venezia.
Durante il terremoto del 1783 la città fu completamente rasa al suolo favorendo così la crescita dei centri vicini.
Il paese fu, quindi, ricostruito in altra località, più tardi divenne una frazione del Comune di Taurianova.

## Economia
L'attività prevalente della zona è da sempre quella agricola, soprattutto la produzione olearia.
Oggi, oltre all'olivicoltura, l'economia agricola locale opera attivamente nei settori degli agrumi (in particolare arance), degli ortaggi e della floricoltura.

## Eventi
Ogni anno, come da tradizione, il primo novembre avviene l'ascesa del santo, nei giorni 10-11 novembre si svolge la festa del santo patrono San Martino di Tours, grazie alla quale ritornano nel loro paese molti emigrati, anche dall'estero. La festa è molto sentita da tutta la popolazione ed è caratterizzata da serate musicali, sagre e processioni; i festeggiamenti si concludono con la salita del Patrono e i fuochi artificiali.
Un altro appuntamento importante avviene in estate, il 5 di agosto con i festeggiamenti in onore di Maria SS. della Colomba.